# Aprionus sievertorum
Aprionus sievertorum är en tvåvingeart som beskrevs av Jaschhof 2009. Aprionus sievertorum ingår i släktet Aprionus, och familjen gallmyggor. Arten är reproducerande i Sverige.